# ماعز جبال ألطاي
سلالة ماعز جبال ألطاي هي سلالة ماعز تم الحصول عليها في جمهورية ألطاي التابعة للاتحاد السوفيتي سابقا من أجل إنتاج الصوف.
1. ↑  وصلة مرجع: http://www.fao.org/3/a1250e/annexes/List%20of%20breeds%20documented%20in%20the%20Global%20Databank%20for%20Animal%20Genetic%20Resources/List_breeds.pdf.